# Marjon de Hond
Neeltje Gertruida (Marjon) de Hond (Tholen, 3 juni 1972) is een Nederlandse weervrouw.

## Carrière
De Hond werd geboren als dochter van een timmerman. Na een havo-opleiding aan scholengemeenschap RSG 't Rijks te Bergen op Zoom studeerde ze technische natuurkunde aan de voormalige HTS in Dordrecht. Hierna deed De Hond een doctoraalstudie aan de Universiteit Utrecht, om zich te bekwamen in de meteorologie en fysische oceanografie.
In 1999 werd ze tijdens een screentest ontdekt door het NOS Journaal. Het jaar daarop volgde ze Diana Woei op als weervrouw bij het NOS Journaal.
In 2009 stopte ze plotseling met haar presenteerwerk om gezondheidsredenen. In juli 2010 vertrok ze definitief bij de NOS; haar plaats werd ingenomen door Willemijn Hoebert. De Hond verdiepte zich in alternatieve geneeswijzen en orthomoleculaire behandelwijzen. Per 4 oktober 2015 werd ze weervrouw bij Omroep Flevoland.
In juni 2019 keerde ze terug op de landelijke televisie, nu bij Buienradar/RTL Weer.